# Thymus karavaevii
{{#ifeq:0|0|{{#if:|{{#if:Thymuskaravaevii|[[]}}|}}}}
Thymus karavaevii — вид рослин родини глухокропивові (Lamiaceae), ендемік Росії (Якутськ).

## Поширення
Ендемік Росії (Якутськ).